# HD 181720 b
HD 181720 b (بالإنجليزية: HD 181720 b)‏ الذي يرمز له بالرمز HD 181720b، هو كوكب خارج المجموعة الشمسية، في كوكبة الرامي، يتبع HD 181720 ‏.

## الاكتشاف
اكتشف في 19 أكتوبر 2009.